# Lista över städer i Uzbekistan

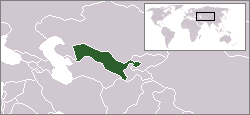
Uzbekistans läge i Asien

Det här är en lista över städer och orter i Uzbekistan.

## Större städer
Nedan följer de största städerna i Uzbekistan efter invånarantal per den 1 januari 2009.
1. Tasjkent: 3.235.029 invånare
2. Namangan: 647.540 invånare
3. Andizjan: 558.302 invånare
4. Fergana: 529.089 invånare
5. Samarkand: 506.900 invånare

## Städer efter invånarantal

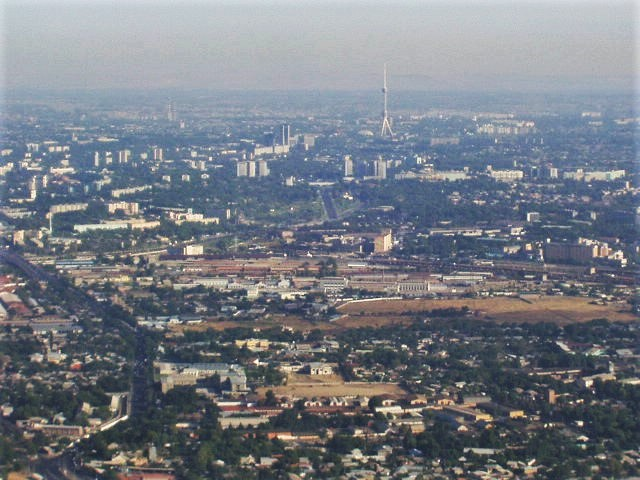
Tasjkent, Uzbekistans huvudstad och största stad

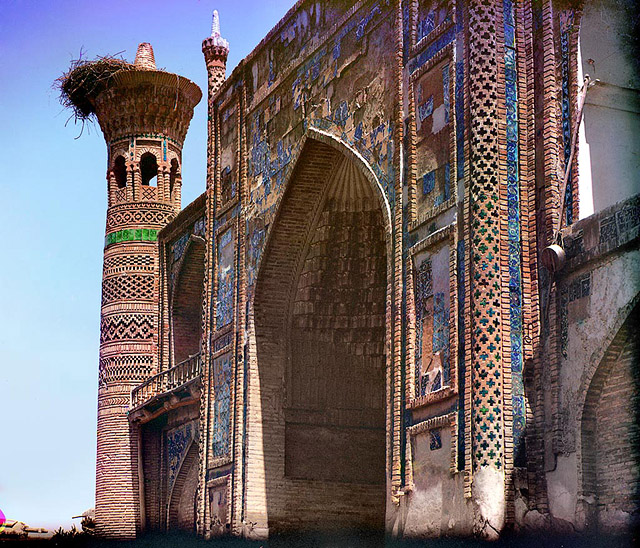
Madrassa i Uzbekistans fjärde största stad, Samarkand

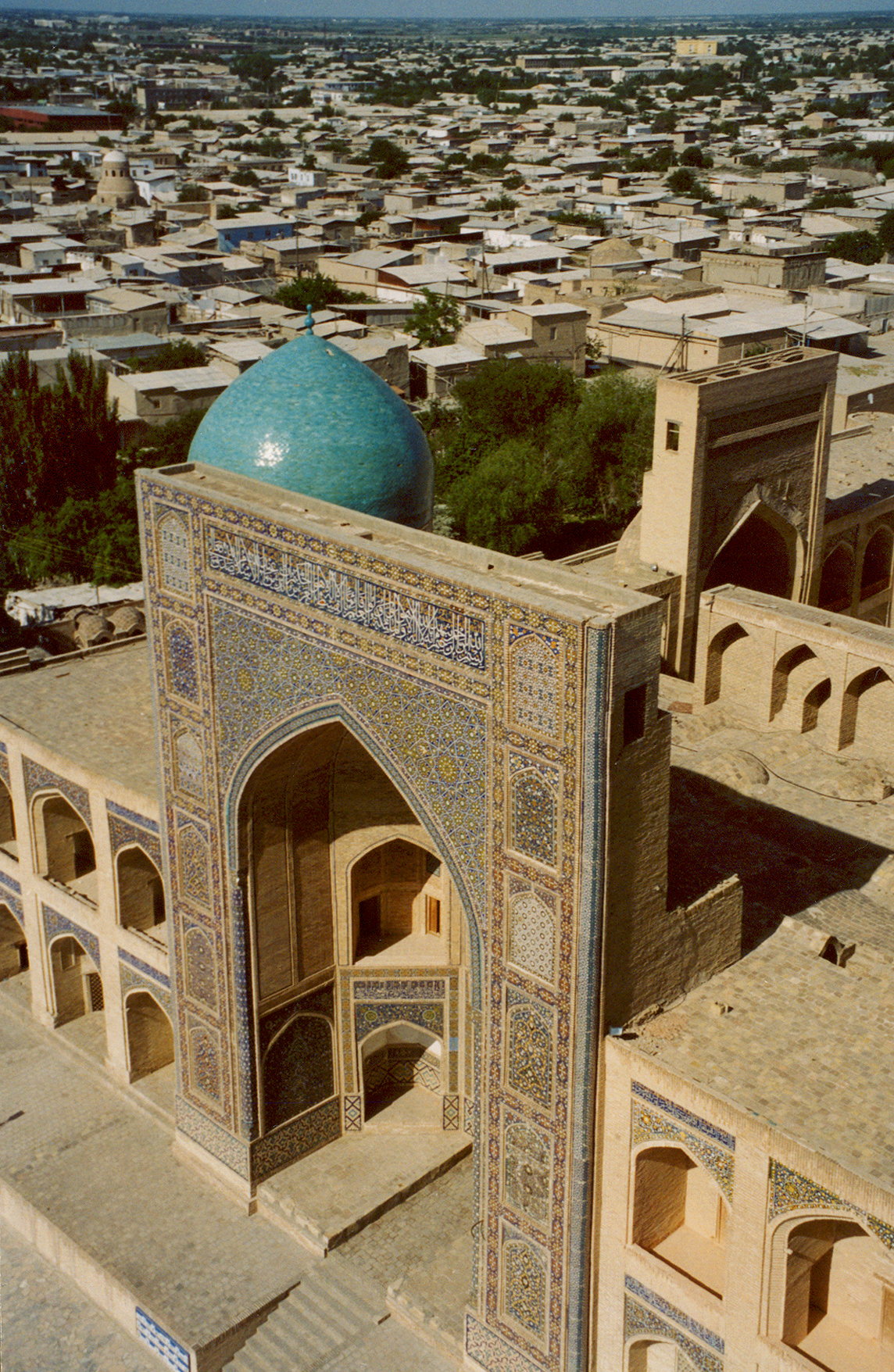
Buchara

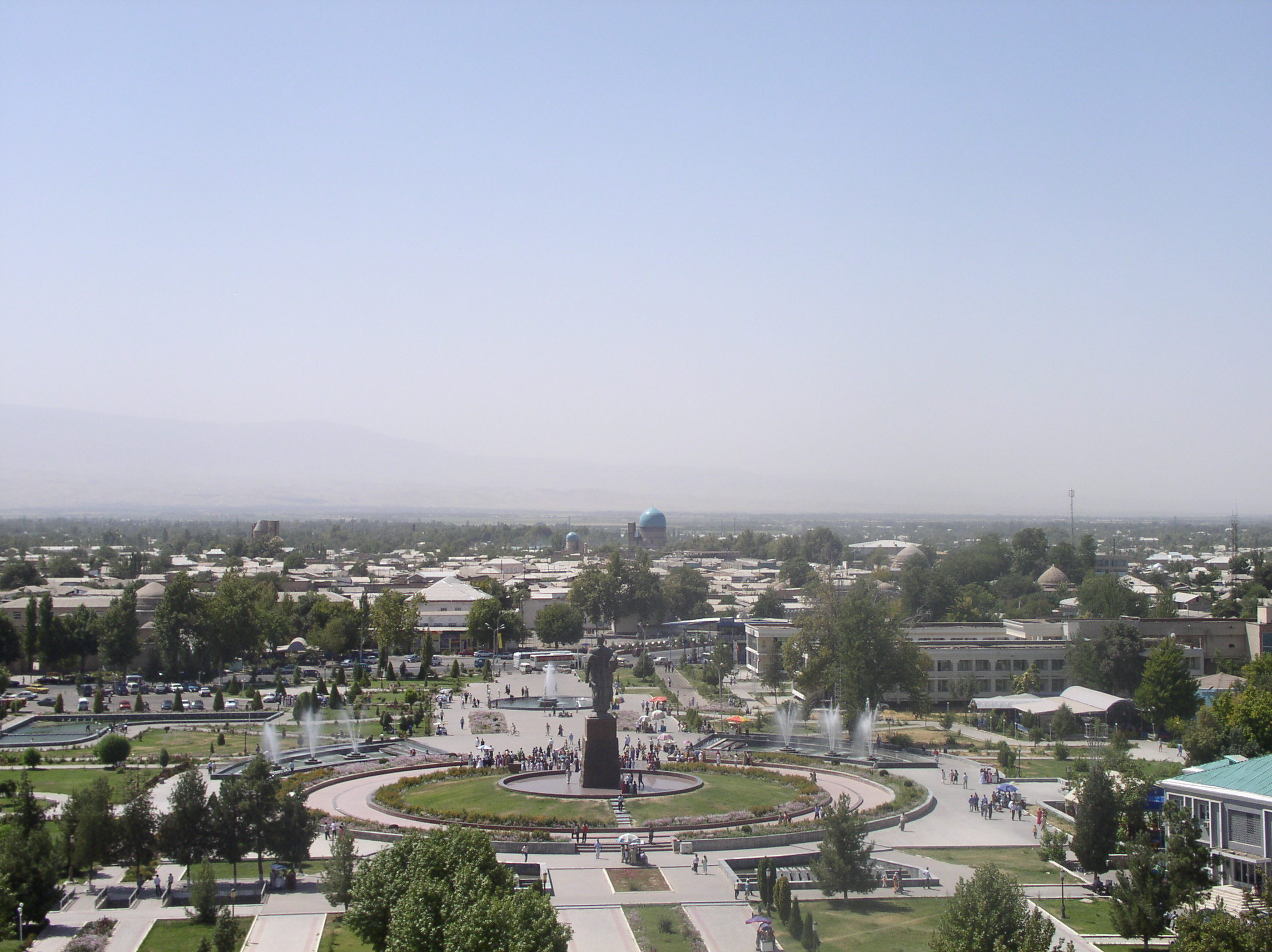
Sjachrisabz

Följande tabell visar städer med över 35 000 invånare. Invånarantalen visas över två tidsperioder, den ena enligt folkräkningen (FR) från 12 januari 1989 och den andra en beräkning (B) från år 2010.
FR: Folkräkningen, B: Beräkning
| Nr  | Stad        | Invånare 1989 (FR) | Invånare 2010 (B) | Provins*            |
| --- | ----------- | ------------------ | ----------------- | ------------------- |
| 1.  | Tasjkent    | 2.079.000          | 2.194.272         | Tasjkent            |
| 2.  | Namangan    | 0.308.000          | 0.427.783         | Namangan            |
| 3.  | Andizjan    | 0.293.000          | 0.370.714         | Andizjan            |
| 4.  | Samarkand   | 0.367.000          | 0.352.047         | Samarkand (provins) |
| 5.  | Nukus       | 0.169.000          | 0.240.488         | Karakalpakistan     |
| 6.  | Buchara     | 0.224.000          | 0.231.793         | Buxoro              |
| 7.  | Karsji      | 0.160.000          | 0.226.130         | Qashqadaryo         |
| 8.  | Qoʻqon      | 0.175.000          | 0.209.389         | Fargʻona            |
| 9.  | Fergona     | 0.198.000          | 0.171.064         | Fargʻona            |
| 10. | Margilon    | 0.125.000          | 0.168.515         | Fargʻona            |
| 11. | Navoiy      | 0.109.000          | 0.159.138         | Navoiy              |
| 12. | Jizzax      | 0.107.000          | 0.147.260         | Jizzax              |
| 13. | Urganch     | 0.128.000          | 0.140.443         | Choresmien          |
| 14. | Termiz      | 0.083.000          | 0.139.282         | Surxondaryo         |
| 15. | Chirchiq    | 0.159.000          | 0.132.823         | Tasjkent            |
| 16. | Angren      | 0.131.000          | 0.127.689         | Tasjkent            |
| 17. | Bekobod     | 0.082.700          | 0.114.527         | Tasjkent            |
| 18. | Olmaliq     | 0.116.000          | 0.113.026         | Tasjkent            |
| 19. | Xo'jayli    | 0.059.500          | 0.105.466         | Karakalpakistan     |
| 20. | Denov       | 0.046.900          | 0.97.196          | Surxondaryo         |
| 21. | Kattaqorgon | 0.059.000          | 0.094.047         | Samarkand           |
| 22. | Sjachrisabz | 0.053.000          | 0.093.150         | Qashqadaryo         |
| 23. | Kogon       | 0.048.000          | 0.087.612         | Buxoro              |
| 24. | Shahrixon   | 0.045.200          | 0.084.702         | Andizjan            |
| 25. | Guliston    | 0.054.400          | 0.077.805         | Sirdaryo            |
| 26. | Yangiyoʻl   | 0.058.300          | 0.074.623         | Tasjkent            |
| 27. | Chust       | 0.046.400          | 0.069.083         | Namangan            |
| 28. | Zarafshon   | 0.046.400          | 0.068.484         | Navoiy              |
| 29. | Qoʻngʻirot  | 0.029.810          | 0.063.925         | Karakalpakistan     |
| 30. | Koson       | 0.040.700          | 0.062.560         | Qashqadaryo         |
| 31. | Taxiatosh   | 0.043.000          | 0.062.428         | Karakalpakistan     |
| 32. | Asaka       | 0.043.000          | 0.061.245         | Andizjan            |
| 33. | Xiva        | 0.040.000          | 0.059.456         | Choresmien          |
| 34. | Beruniy     | 0.037.800          | 0.054.879         | Karakalpakistan     |
| 35. | Chortoq     | 0.035.600          | 0.053.003         | Namangan            |
| 36. | Toʻrtkoʻl   | 0.036.300          | 0.052.701         | Karakalpakistan     |
| 37. | Urgut       | 0.037.100          | 0.051.462         | Samarkand           |
| 38. | Kosonsoy    | 0.031.200          | 0.046.452         | Namangan            |
| 39. | Gʻijduvon   | 0.030.500          | 0.044.289         | Buxoro              |
| 40. | Kitob       | 0.028.600          | 0.043.961         | Qashqadaryo         |
| 41. | Xonqa       | 0.029.000          | 0.043.105         | Choresmien          |
| 42. | Oqtosh      | 0.030.000          | 0.041.615         | Samarkand           |
| 43. | Parkent     | 0.031.500          | 0.039.801         | Tasjkent            |
| 44. | Chimboy     | 0.027.400          | 0.039.780         | Karakalpakistan     |
| 45. | Ohangaron   | 0.031.100          | 0.039.295         | Tasjkent            |
| 46. | Yangiyer    | 0.028.600          | 0.037.059         | Namangan            |
| 47. | Quva        | 0.026.100          | 0.036.076         | Fargʻona            |
| 48. | Uchqoʻrgʻon | 0.023.800          | 0.035.435         | Namangan            |
| 49. | Uchquduq    | 0.024.000          | 0.035.423         | Navoiy              |
| 50. | Xonobod     | 0.024.700          | 0.035.181         | Andizjan            |

* Med i beräkningen finns även städer i den autonoma republiken Karakalpakistan